# 923
Раннє Середньовіччя •  Епоха вікінгів •  Золота доба ісламу •  Реконкіста

## Геополітична ситуація
У Візантії правили Роман I Лакапін та, формально, Костянтин VII Багрянородний. Італійським королівством мало двох королів: римського імператора Беренгара I та Рудольфа II Бургундського,
Західним Франкським королівством почав правити Рауль I (король Франції), Східним Франкським королівством правив Генріх I Птахолов, Бургундією — Людовик III Сліпий.
Північ Італії належить Італійському королівству під владою франків, середню частину займає Папська область, герцогства на південь від Римської області незалежні, деякі області на півночі та на півдні належать Візантії, інші окупували сарацини. Південь Піренейського півострова займає Кордовський емірат, в якому править Абд Ар-Рахман III. Північну частину півострова займають королівство Астурія і об'єднане королівство Галісії та Леону під правлінням Ордоньйо I.
Північну частину Англії захопили дани, на півдні править Вессекс, яких очолює Едвард Старший.
Існують слов'янські держави: Перше Болгарське царство, де править Симеон I, Богемія, Моравія, Приморська Хорватія, Київська Русь, де править Ігор. Паннонію окупували мадяри.
Аббасидський халіфат очолює аль-Муктадір, в Іфрикії владу утримують Фатіміди, в Середній Азії — Саманіди. У Китаї триває період п'яти династій і десяти держав. Значними державами Індії є Пала, держава Раштракутів, Пратіхара, Чола. В Японії триває період Хей'ан. На північ від Каспійського та Азовського морів існує Хозарський каганат.
Територію лісостепової України займає Київська Русь. У Північному Причорномор'ї співіснують різні кочові племена, зокрема печеніги, хозари, алани, кримські готи. Херсонес Таврійський належить Візантії.

## Події
- У битві при Суассоні загинув король Західного Франкського королівства Роберт I, однак його супротивник Карл III Простакуватий потрапив у полон до Гуго Великого і Герберта де Вермандуа. Новим королем було проголошено Рауля Бургундського. Втім, справжньою силою в королівстві був Гуго Великий.
- У боротьбі за Італійське королівство Рудольф II Бургундський завдав поразки Беренгару I і змусив його сховатися за стінами Верони.
- Нормани взяли в облогу місто Клеман.
- Симеон I знову вторгнувся у Фракію і взяв Адріанаполь.
- Кармати захопили Басру.
- У Китаї династія Пізня Лян припинила існування, поступившись династії Пізня Тан.
- Топільцин став правителем тольтеків.